# Møntkatalog
Et møntkatalog er en fortegnelse over mønter, typisk en bog, er opregner, hvilke mønter, der er præget i et eller flere lande i en given periode, men der findes også tematiske og mere specialiserede møntkataloger.
Typiske informationer omfatter billede af for- og bagside, antal prægede mønter, udmøntningssteder, beskrivelse af motiv og oversættelse af inskriptioner. Desuden gerne skønnede priser for mønter alt efter tilstand (konserveringsgrader) og sjældenhed (raritetsgrader).

## Oversigt over konserveringsgrader
En konserveringsgrad er en oversigt over en mønts kvalitet, fra en perfekt mønt til en meget slidt mønt. Revner, brochespor, loddespor, pudsning, bøjning o.l. er skader, der normalt ikke har nogen indflydelse på konserveringsgraden. Hvis en mønt har en eller flere af denne slags skader, angives konserveringsgraden som regel blot i parentes.
En konserveringsgrad findes som regel i de indledende sider i et møntkatalog
| Grad | Kort beskrivelse | Beskrivelse |
| ---- | ---------------- | --- |
| M    | Medaljepræg      | En perfekt spejlblank mønt med, præget med polerede stempler og uden den mindste ridse                                      |
| S    | Stempelglans     | En meget fin mønt helt uden ridser og med stempelglans. Den er dog ikke helt spejlblank                                     |
| 0    | Ucirkuleret      | En fin mønt, der ikke har cirkuleret. Den må dog godt have enkelte ridser der er fremkommet ved sammenstød med andre mønter |
| 01   | Meget pæn        | En meget pæn mønt, der har været i cirkulation. Ingen tegn på slitage udover at møntskæret kan være utydeligt               |
| 1+   | Let slidt        | Møntskæret er forsvundet, men alle detaljer er tydelige. De højeste punkter kan dog virke let slidte                        |
| 1    | Acceptabel       | En slidt mønt, men alle detaljer er stadig synlige                                                                          |
| 1-   | Meget slidt      | En meget slidt mønt, hvor nogle mindre detaljer mangler                                                                     |
| 2    | Slemt slidt      | En meget slidt mønt, hvor nogle større detaljer mangler                                                                     |
| 3    | Uidentificerbar  | En mønt der er så slidt, at den er næsten umulig at identificere, ang. årstal, type osv.                                    |